# Castell de Collbató
El castell de Collbató és bastit dalt d'un turó cònic sobre el poble de Collbató, amb vistes molt belles de la muntanya de Montserrat.

## Història
La vila és documentada ja l'any 931 quan el prevere Guadamir i els seus germans venen al comte Sunyer els alous que tenen al terme del castell de la Guàrdia, a Collbató i a Almedòvar que havien obtingut en part per aprisió. L'any 945, el mateix comte Sunyer els compra alous i terres als mateixos llocs de Collbató i Almedòvar.
El castell de Collbató és documentat per primer cop l'any 1113 quan el vescomte Guislabert Udalard el cedí a la seva filla Ermessenda, casada amb Bartomeu. Els límits del terme especificats en el document són el Llobregat i Esparreguera a llevant, Pierola a migdia, Santa Maria del Bruc a ponent i amb el torrent de Santa Maria a tramuntana. El 1201, Guillem de Montserrat, successor dels vescomtes era senyor de la Guàrdia i de Collbató. El 1205, aquest mateix Guillem de Montserrat, amb la seva esposa Beatriu i la seva mare Guilla, donà terres del terme de Collbató a Santa Maria de Montserrat. El 1215, donen al seu fill Berenguer el castell de Collbató del qual tenien el domini vitalici. Berenguer senyorejà Collbató fins al 1260, data en què el succeí el seu fill Berenguer. L'any 1292 el fill d'aquest, Guillem, vengué la fortalesa i les cases que hi havia, en franc i lliure alou, al seu nebot Guillem Durfort, amb tots els honors, possessions, pertinences, homes i dones per 27.000 sous de moneda de Barcelona de tern. Finalment, el 1375, Guillem Durfort el deixà en el seu testament a Santa Maria de Montserrat.

## Arquitectura
Les restes anteriors al 1113 són escasses però permeten deduir quina era la seva estructura. Una torre envoltada d'una muralla rectangular. La torre era semicircular i estava situada al punt més alt del turó. Se'n conserva només la meitat però té la base sencera. El diàmetre exterior és de 5,20 m, l'interior és de 2,20 m i els murs fan 1,50 m de gruix. La base té una alçària d'un metre i el fragment de mur uns 2,50 m. No s'hi veu l'arrencament de cap volta. Era revestida de carreus i el reomplert de l'interior del mur és format per llits de pedres travats amb morter. A l'exterior els carreus formen filades regulars, amb els trencajunts a mitja peça.
Entre la torre i la muralla hi ha restes de dos murs quasi paral·lels al traçat dels murs de llevant i de tramuntana de la muralla i distants 1,5 m i 3 m, respectivament, que devien delimitar unes cambres, essent un dels murs la mateixa muralla exterior. La muralla, tancava un recinte rectangular d'uns 228 m².